# الغواصة الألمانية يو-667
تنتمي الغواصة يو-667 إلى غواصات الفئة VIIC، والتي كانت العمود الفقري لقوة الغواصات في البحرية الحربية الألمانية (كريغسمرينه) خلال الحرب العالمية الثانية. وقد بُنيت يو-667 في حوض بناء السفن هاوالدتسفيرك في هامبورغ؛ أُمر ببنائها في 15 أغسطس 1940، ووُضعت على الحوض في 16 أغسطس 1941، وأُطلقت في 29 أغسطس 1942، ودخلت الخدمة في 21 أكتوبر 1942 تحت قيادة النقيب هاينريش شرواتلر.
الغواصات من فئة VIIC كانت نسخة مطورة قليلاً من فئة VIIB، وتمتاز بنفس نظام الدفع تقريباً ولكنها أكبر حجماً وأكثر وزناً قليلاً. تبلغ إزاحة يو-667 حوالي 769 طناً عند السطح و871 طناً تحت الماء، ويبلغ طولها الإجمالي 67.10 متراً وعرضها 6.20 متراً، مع غاطس نحو 4.74 متر.
تحمل يو-667 تسليحاً نموذجياً للغواصات الهجومية: خمسة أنابيب طوربيد (أربعة أمامية وواحد خلفي) وتستطيع حمل 14 طوربيد، إضافة إلى مدفع سطحي عيار 8.8 سم (مع حوالي 220 طلقة ذخيرة). كما كانت قادرة على حمل ما يصل إلى 26 لغماً بحرياً من نوع TMA. وتبلغ السرعة القصوى للغواصة نحو 17.7 عقدة على السطح، وحوالي 7.6 عقدة تحت الماء. نطاق الإبحار الطويل كان أحد ميزات فئة VIIC؛ إذ يمكنها قطع حوالي 8500 ميل بحري بسرعة 10 عقد على السطح، أو نحو 80 ميلاً بحرياً بسرعة 4 عقد تحت الماء. يبلغ عدد طاقم يو-667 حوالي 44 إلى 52 فرداً.
تم تزويد يو-667 في مارس 1944 بجهاز التنفس تحت الماء (Schnorchel) الذي يسمح للغواصة بتشغيل محركاتها العاملة بالديزل وهي غارقة على عمق ضحل. وبهذا المعدّات، كانت يو-667 قادرة على تنفيذ عمليات أطول وأكثر أماناً ضد المناورات المضادة للغواصات.

## التصميم
تنتمي الغواصة يو-667 إلى فئة الغواصات الألمانية Type VIIC، وهي نسخة مطورة من الفئة السابقة VIIB، صُمّمت لتكون متعددة المهام، تجمع بين المدى الطويل، والقوة النارية، والقدرة على المناورة والاختباء في أعماق البحار. تمثل غواصات هذه الفئة العمود الفقري لحرب الغواصات التي شنتها ألمانيا النازية ضد سفن الحلفاء، خاصة في المحيط الأطلسي.

### الهيكل والبنية:
تمتلك الغواصة هيكلًا مزدوجًا (هيكل داخلي ضغط وهيكل خارجي للحماية والانسيابية)، مما يُمكّنها من مقاومة ضغط الأعماق حتى 220 مترًا، بينما كان الحد الخطر يتجاوز 250 مترًا أحيانًا في الحالات الطارئة.
- الطول الكلي: 67.10 متر
- الطول الداخلي (الهيكل المضغوط): 50.50 متر
- العرض: 6.20 متر
- الارتفاع: 9.60 متر
- الغاطس (العمق الظاهر عند الطفو): 4.74 متر

### الإزاحة(الحمولة):
- 769 طن أثناء الطفو
- 871 طن عند الغوص

### الدفعوالمحركات:
زُوِّدت الغواصة يو-667 بنظام دفع مزدوج:
- محركان ديزل: نوع Germaniawerft F46 أربعة أشواط، بقوة إجمالية تتراوح بين 2800 و3200 حصان، للاستخدام أثناء الطفو.
- محركان كهربائيان: نوع AEG GU 460/8–27، بقوة 750 حصان، لتشغيل الغواصة تحت الماء بصمت.
- عدد المحاور: 2
- عدد المراوح: 2 مروحة قطرها 1.23 متر لكل منهما

### الأداء:
- السرعة القصوى على السطح: 17.7 عقدة بحرية (نحو 32.8 كم/س)
- السرعة تحت الماء: 7.6 عقدة (نحو 14 كم/س)
- المدى (على السطح): 8500 ميل بحري بسرعة 10 عقد
- المدى (تحت الماء): 80 ميلاً بحرياً بسرعة 4 عقد

### الطاقم:
تتسع الغواصة عادة لـ 44 إلى 52 فردًا، من بينهم الضباط، المهندسون، الملاحون، ورجال الطوربيد.

### التسليح:
- 5 أنابيب طوربيد: أربعة في المقدمة وواحد في المؤخرة
- عدد الطوربيدات: 14 طوربيدًا، أو 26 لغماً بحرياً نوع TMA كخيار بديل
- مدفع سطح عيار 8.8 سم SK C/35 مزود بـ 220 طلقة
- مدافع مضادة للطائرات:
  - مدفعان من نوع 2 سم FlaK
  - في بعض الوحدات تم تركيب مدفع عيار 3.7 سم لاحقًا

### التطويرات التقنية:
في مارس 1944، تم تزويد يو-667 بجهاز "شنوركل" (Schnorchel) وهو أنبوب يسمح باستخدام محركات الديزل تحت سطح البحر على عمق منخفض، ما يتيح لها شحن البطاريات دون الحاجة للظهور، ويقلل من خطر اكتشافها بالرادار أو الطيران المعادي.

## تاريخ الخدمة
دخلت غواصة يو-667 الخدمة في البحرية الحربية الألمانية في 21 أكتوبر 1942 تحت قيادة النقيب هاينريش شرواتلر، واستُخدمت أولاً في التدريب ضمن اللواء الخامس من أكتوبر 1942 حتى مايو 1943. ثم انتقلت إلى الخدمة العملياتية ضمن اللواء السابع من 1 يونيو 1943 وحتى غرقها في أغسطس 1944.
بقي الكابتن شرواتلر قائداً للغواصة حتى مايو 1944، ثم تسلّم قيادتها في يوليو 1944 النقيب كارل-هاينز لانغ، الذي قادها خلال آخر بعثاتها.
شاركت يو-667 في عدد من المهام ضمن مناطق الأطلسي وخليج بسكاي. في أولى بعثاتها انطلقت من كيل في مايو 1943 شمالاً بين أيسلندا وجزر فارو، ثم عادت في يوليو دون أن تحقق أي غارات بحرية. في بعثاتها التالية حاولت دخول البحر المتوسط عبر مضيق جبل طارق في سبتمبر 1943 لكنها تعرضت لهجمات من الطيران البريطاني ما أجبرها على الانسحاب.
شاركت يو-667 في عدة "مجموعات ذئب" (wolfpacks) تحت أسماء مثل Coronel وBorkum وPreussen، في محاولة لاعتراض قوافل الحلفاء، لكن معظم العمليات لم تُسفر عن نتائج كبيرة حتى منتصف 1944.

## ملخص نتائج الخدمة
حققت الغواصة يو-667 بعض النجاحات في بعثتها الأخيرة (22 يوليو – 26 أغسطس 1944)، إذ أغرقت أربع سفن تابعة للحلفاء بحمولة إجمالية قاربت 10000 طن.
من بين هذه السفن:
- السفينة البريطانية Ezra Weston (7176 طن).
- الفرقاطة الكندية HMCS Regina (925 طن).
- سفينة الإنزال الأمريكية LST-921 (1653 طن).
- سفينة الإنزال البريطانية LCI(L)-99 (تضررت بشدة).

في 26 أغسطس 1944، غرقت يو-667 بعد اصطدامها بلغم بحري أُسقط جواً في خليج بسكاي غرب لاروشيل، مما أسفر عن مقتل جميع أفراد طاقمها البالغ عددهم 45. عُثر على حطام الغواصة في أكتوبر 1971.

## جدول المواصفات الفنية
| الخاصية                          | المواصفات                                                             |
| -------------------------------- | --------------------------------------------------------------------- |
| الفئة والنموذج                   | غواصة من فئة VIIC (يو-667)                                            |
| الإزاحة                          | 769 طن (سطحياً)، 871 طن (غاطساً)                                        |
| الأبعاد (الطول × العرض × الغاطس) | 67.10 م × 6.20 م × 4.74 م                                             |
| السرعة القصوى                    | 17.7 عقدة (سطحياً)، 7.6 عقدة (تحت الماء)                               |
| نطاق الإبحار                     | 8500 ميل بحري بسرعة 10 عقد (سطحياً)، 80 ميلاً بحرياً بسرعة 4 عقد (غاطساً) |
| التسليح                          | 5 أنابيب طوربيد، مدفع 8.8 سم، 26 لغماً بحرياً                           |
| الطاقم                           | 44–52 فرداً                                                            |
| أقصى عمق للغوص                   | حوالي 220 متر                                                         |